# Simone Györfi
Györfi-Deák Erzsébet-Simone (Kolozsvár, 1961. március 6.) romániai magyar költő, műfordító, matematikatanár.

## Életrajza
A Bukaresti Egyetem Matematika és Mechanika Karán szerzett diplomát. Költőként 1978-ban debütált a bukaresti Ifjúmunkás című magyar nyelvű folyóiratban. Verseket, prózát, tanulmányokat közölt a következő folyóiratokban: Acta Iassyensia Comparationis (Jászvásár), Limes (Zilah), Caiete Silvane (Zilah), Tribuna (Kolozsvár), Ifjúmunkás (Bukarest), Előre (Bukarest), Romániai Magyar Szó (Bukarest), Hepehupa (Zilah), Szilágysági Szó (Zilah).
Kötetben 1999-ben debütált a Galaxia cotidianăval (Editura Marineasa, Temesvár). Versei több antológiában is megjelentek. 2004, 2006, 2009, 2010, 2011, 2012, 2014, 2015, 2016, 2017, 2018, 2020 és 2022 években kötetek jelentek meg kétnyelvű fordításokból (románról magyarra és magyarról románra), az évente április végén, Zilahon megrendezett „Költészet Tavasza” fesztivál román és magyar résztvevőinek verseivel.
Irodalmi tevékenységéért számos díjat kapott: Mihai Eminescu-díj (I., magyar nyelv, 1978), Moștenirea Văcăreștilor (I., próza, 1991), Magyar Szó (Árkos, 1994, dicséret), Tribuna (Kolozsvár, 1997, „Orfeusz” Versfesztivál).
Matematikatanárként dolgozott Zsibón (Szilágy megyében), ahol a Fițuica (1995–2003) kétnyelvű iskolaújságot szerkesztette.
Férje Györfi-Deák György, két gyermekük született: Géza-György (1995) és Gergely (1997).

## Írásai

### Saját kötetek
- Galaxia cotidiană, versek, Editura Marineasa, Timișoara, 1999
- O poveste pentru fiecare, mesék, Editura Caiete Silvane, Zalău, 2015
- Csipkevár, ifjúsági kalandregény, Editura Caiete Silvane, Zalău, 2019

### Enciklopédiai cikkek angol nyelven
- Encyclopedia of Mathematics and Society (Salem Press, Pasadena, CA, 2011)

### Antológiákban
- Előszoba (antológia), Pro-Print Kiadó, Csíkszereda, 1995.
- Poveștile de la Bojdeucă (Iaşi, 1999)

### Fordított munkák
- Poeme – Versek – Gedichte (Editura Caiete Silvane, Zalău, 2004)
- 10 Poeți – Tíz költő (Editura Caiete Silvane, Zalău, 2006)
- Primăvara poeziei – A költészet tavasza (Editura Caiete Silvane, Zalău, 2009)
- Fazakas László – Refugiu, motive de credință (Oradea, 2009)
- Primăvara poeziei – Költészet tavasza 10 (Editura Caiete Silvane, Zalău, 2010)
- Sânziana Batiște – Zodia Lupilor / Farkasok csillagjegye (Editura Casa Cărții de Știință, Cluj-Napoca, 2011)
- Primăvara poeziei – Költészet tavasza XI (Editura Caiete Silvane, Zalău, 2011)
- Camelia Burghele – Șapte zile în Țara Silvaniei/ Hét nap a Szilágyságban/ Seven days in the Land of Sylvania (Györfi-Deák György, társfordító), Editura Caiete Silvane, Zalău, 2011. Ediția a 2-a, 2015.  Ediția a 3-a, 2022
- Primăvara poeziei – Költészet tavasza XII (Editura Caiete Silvane, Zalău, 2012)
- Primăvara poeziei – Költészet tavasza XIII (Editura Caiete Silvane, Zalău, 2013)
- Primăvara poeziei – Költészet tavasza XIV (Editura Caiete Silvane, Zalău, 2014)
- Sânziana Batiște – Zodia Lupilor / Zodiac of Wolves (eLiteratura, București, 2014)
- Primăvara poeziei – Költészet tavasza XV (Editura Caiete Silvane, Zalău, 2015)
- Primăvara poeziei – Költészet tavasza XVI (Editura Caiete Silvane, Zalău, 2016)
- Maria Croitoru, Cărticica cu povești/ Mesés könyvecske (Editura Caiete Silvane, Zalău, 2016)
- Primăvara poeziei – Költészet tavasza XVIII (Editura Caiete Silvane, Zalău, 2018)
- Primăvara poeziei – Költészet tavasza XIX (Editura Caiete Silvane, Zalău, 2019)
- Primăvara poeziei – Költészet tavasza 2020 (Editura Caiete Silvane, Zalău, 2020)
- Primăvara poeziei – Költészet tavasza 2022 (Editura Caiete Silvane, Zalău, 2022)
- Romulus Moldovan, A hamu íze (Editura Tracus Arte, București, 2022)

### Egyéb fordítások
- 1918. Sfârșit și început de epocă. Korszakvég – korszakkezdet. The End and the Beginning of an Era (társfordító, Editura Lekton, Zalău; Editura Muzeului Sătmărean, Satu Mare, 1998)
- J. R. R. Tolkien. Credință și imaginație (társfordító, Editura Hartmann, Arad, 2005)

## Kritikus hivatkozások
- Udvardy Frigyes: A romániai magyar kisebbség történeti kronológiája 1990–2006
- Szilágysági Szó: XIX. Költészet Tavasza

## Külső linkek
- Rongyrázó
- Györfi-Deák Elisabeta – Galaxia cotidiană
- Györfi Simone – Csip-csup versek
- Viorel Tăutan – Bibliográfiai tárgymutató